# Euscorpius balearicus
Euscorpius balearicus (лат.) — вид скорпионов из семейства Euscorpiidae. Эндемик Балеарских островов (Мальорка, Менорка, Кабрера, Ивиса и Форментера). Светло-коричневые скорпионы (30—37 мм) с крупными педипальпами, метасома редуцированная. Ранее таксон рассматривался в качестве подвида E. carpathicus balearicus в составе широкораспространённого средиземноморского вида Euscorpius carpathicus (Linnaeus, 1767). Молекулярно-генетический и аллоэнзимный анализ различных балеарских популяций E. carpathicus обнаружил отличия и выделение подвида в отдельный вид.